# Kürdmaşı
Kürdmaşı è un comune dell'Azerbaigian situato nel distretto di İsmayıllı. Conta una popolazione di 2 997 abitanti.